# 医者の不養生

医者の不養生（いしゃのふようじょう）は、江戸時代の日本からのことわざ。

## 概要
患者に対しては養生を進めている医者が、自身ではそのような養生を行っておらずに不養生（不摂生）であるようなことをいう。ここから転じて、他人には立派な教えを説いているものの、自分自身はその立派な教えの通りに実行できていないような者のことをいう。

### 由来
この言葉の由来は、平賀源内による『風流志道軒伝』という著書からである。この著書の中で、医者が他人に養生をするということを進めておきながら自らは実行していないというようなことを医者の不養生として述べている。このことと共にこの著書では、坊主は教えを説いておきながら自らは教えの通りに実行していないという坊主の不信心ということも述べられていた。この『風流志道軒伝』を元として医者の不養生という言葉が、他人の口先だけの言葉を戒める言葉として広く浸透していった。